# Fahrradkarte

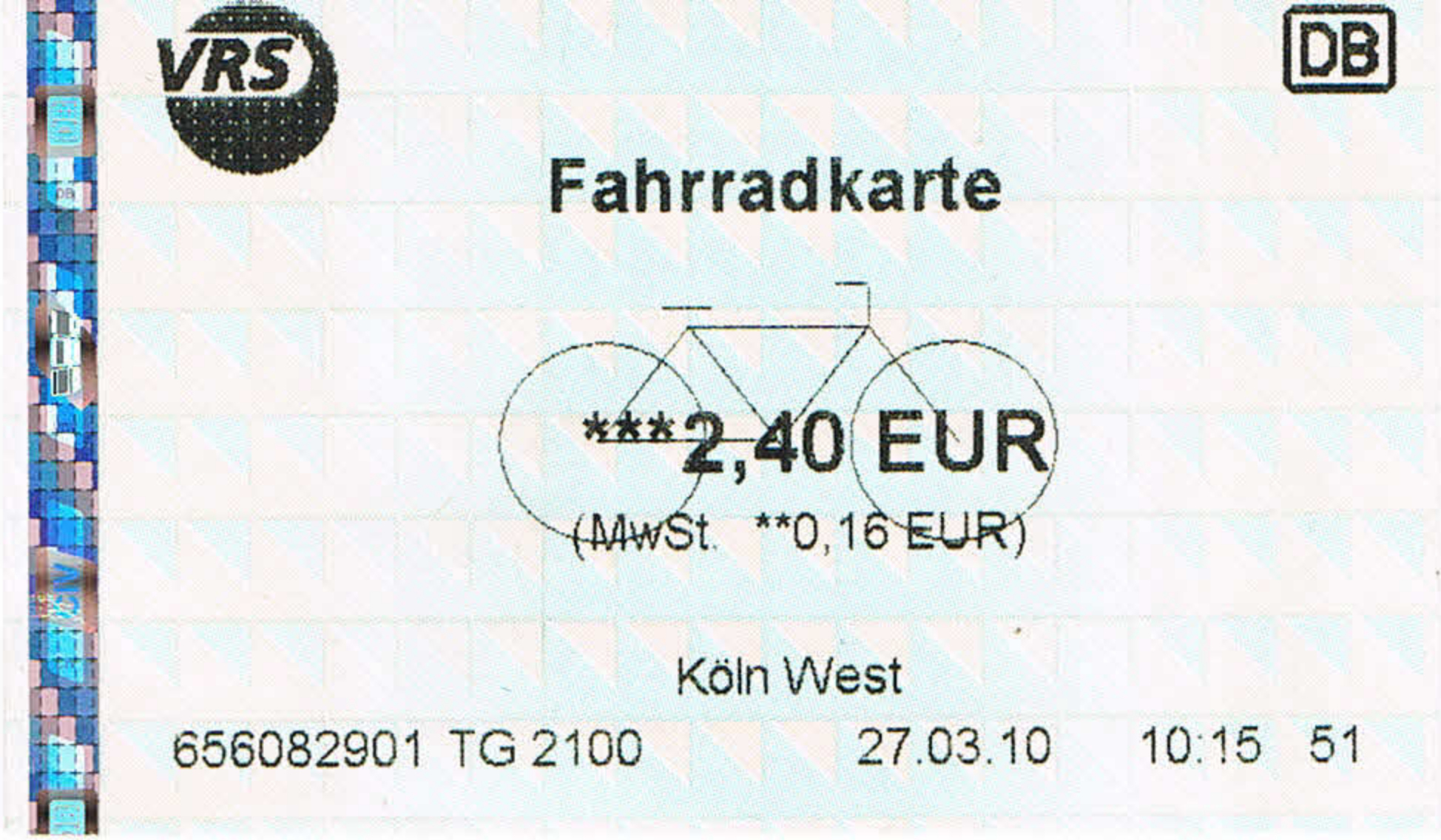
Fahrradkarte für den Verkehrsverbund Rhein-Sieg (VRS), ausgegeben durch die Deutsche Bahn aus einem Automaten in Köln West. Preis: 2,40 Euro

Eine Fahrradkarte (auch Fahrradticket, Schweiz: Veloticket) ist eine Fahrkarte für die Mitnahme unverpackter Fahrräder oder ähnlicher Gepäckstücke mit dem öffentlichen Personenverkehr.
In der ursprünglichen Form handelt es sich um Scheine (meistens von der Eisenbahn), die an jedem Fahrrad befestigt und mit Fahrtziel, Namen und Adresse versehen werden mussten. Die Räder wurden dann in gesonderte Gepäckabteile oder -wagen der Züge abgestellt oder von Bahnpersonal dort angenommen und wieder ausgegeben. Im Nahverkehr wurde später die Fahrradmitnahme auch in allen Türbereichen erlaubt bzw. Gepäckabteile für die Fahrgäste zugänglich gemacht und mit Klappsitzen versehen. Damit entfiel die Notwendigkeit, Fahrscheine fest an jedem Rad anzubringen – Fahrgast und Fahrrad wurden nicht mehr getrennt untergebracht.
Im Schienenpersonenfernverkehr wurden Gepäckwagen durch Abteile mit Fahrradstandplätzen ersetzt. Wegen begrenzter Kapazitäten muss hier zusammen mit dem Kauf einer Fahrradkarte eine Anmeldung bzw. Reservierung vorgenommen werden. Es gibt Fahrradkarten auch für internationale Verbindungen in Nachbarländer.
Heute können in nahezu allen öffentlichen Verkehrsmitteln – U-Bahn, Straßenbahn, Bus, Fährschiff – Fahrräder mitgenommen werden. Im Allgemeinen werden dafür Zusatzfahrkarten mit stark unterschiedlichen Konditionen ausgegeben. In einzelnen Bundesländern (Baden-Württemberg, Hessen, Rheinland-Pfalz, Saarland, Sachsen-Anhalt und Thüringen) ist für die Fahrradmitnahme in Nahverkehrszügen kein zusätzliches Ticket nötig (gilt an Werktagen z. T. erst ab 9 Uhr). In einigen Verkehrsverbünden können Fahrräder ebenfalls kostenlos mitgenommen werden. Es gibt hier allerdings Einschränkungen, besonders werktags vor 9:00 Uhr bzw. durch abweichende Tarifbestimmungen einzelner Verkehrsunternehmen. Daneben bestehen auch Sonderregelungen, beispielsweise für Besitzer von Abonnement-Zeitkarten, die zu bestimmten Zeiten (Wochenende oder abends) eine kostenlose Mitnahme erlauben. Der Erwerb einer Fahrradkarte garantiert nicht die tatsächliche Fahrradbeförderung. Voraussetzung ist ein ausreichendes Platzangebot; Kinderwagen, Rollstuhlfahrer etc. haben immer Vorrang.
In Verkehrsmitteln des Stadtverkehrs gelten manchmal zeitliche Einschränkungen für die Fahrradmitnahme. So ist im Hamburger Verkehrsverbund außerhalb der Hamburger Sommerferien die Fahrradmitnahme montags bis freitags von 6 bis 9 Uhr und von 16 bis 18 Uhr nicht erlaubt (außer auf den Hafenfähren).
Zudem sind aufgrund geringer Platzkapazitäten Fahrradanhänger, Tandems und Fahrräder mit Motorausrüstung (E-Bikes), welche nach der Straßenverkehrsordnung als Kraftrad statt als Fahrrad gezählt werden, von der Mitnahme ausgeschlossen.

## Angebotsformen

### Ausgabeformen im Fern- und Nahverkehr
- Entfernungsabhängig: Die herkömmliche Zusatzfahrkarte ist eine entfernungsabhängige Einzel- oder Rückfahrkarte. Dazu gehören auch Fahrradkarten für die einmalige Mitnahme in einem Stadtgebiet mit innerstädtischen Verkehrsmitteln.

- Entfernungsunabhängig: In der Entwicklung stellt die Nah- oder Fernverkehrszusatzkarte für beliebige Entfernungen (auch im internationalen Verkehr) die zweite Stufe dar. Dies sind erste Pauschaltarife für Einzelfahrten.

### Ausgabeformen im Nah- und Fernverkehr
- Zeitkarte Tag : Mit Zeitkarten für beliebig viele Fahrten an einem Tag kann man mit einem Ticket hin- und zurückfahren. Fahrradtageskarten haben sich aus Zusatztickets für Tageskarten (Stadt-, Verbundtageskarten, das Quer-durchs-Land-Ticket, das Schönes-Wochenende-Ticket und Ländertickets) entwickelt. Zu einer Fahrkarte für den ganzen Tag brauchte für die Rückfahrt am selben Tag kein zweites Zusatzticket mehr gekauft zu werden. Das Zusatztagesticket wird meistens zum gleichen Preis wie eine Fahrrad-Einzelkarte angeboten. Im NRW-Tarif wurde die Fahrradkarte durch eine Fahrradtageskarte (FahrradTicket NRW) ersetzt. In den Bundesländern Baden-Württemberg, Hessen, Thüringen, Rheinland-Pfalz, dem Saarland und Sachsen-Anhalt ist die Fahrradmitnahme in Nahverkehrszügen kostenfrei (montags bis freitags z. T. erst ab 9 Uhr).

- Zeitkarte Monat: Fahrradzeitkarten für den Kalendermonat gibt es in zwei Arten, bisher werden sie allerdings nur von Verkehrsverbünden angeboten. Ursprüngliche Form ist die Zusatzkarte (oder Wertmarke) zu einer Monatskarte. Voraussetzung war also der Besitz einer normalen Zeitkarte. Eine Fahrradmonatskarte konnte aber auch unabhängig von einer Personenmonatskarte angeboten werden. Dann konnte sie beliebig jeweils zusammen mit Erwachsenen- oder Kindereinzeltickets, Mehrfahrten-, Wochenkarten etc. genutzt werden, auch für unterschiedliche Strecken. Die Fahrradmonatskarte hatte dabei oft Netzwirkung in einem Verbundbereich, war also auch für unterschiedliche Preisstufen verwendbar. Dies ist heute Standard in allen Verkehrsverbünden geworden. Diese Angebote machen die Fahrradzusatzkarten zu einem eigenständigen Ticketangebot, das unabhängig vom Kauf anderer Tickets erworben und in Kombination mit unterschiedlichen Tickets genutzt werden kann. Dabei wird dann der Bereich „Zusatzfahrkarte“ verlassen. Möglich sind auch übertragbare Zeittickets.

Einige Verkehrsverbünde ermöglichen grundsätzlich eine kostenfreie Fahrradmitnahme (z. B. der Rhein-Main-Verkehrsverbund). Bei anderen Verkehrsverbünden können Inhaber von Monatskarten und Abonnementkarten ihr Fahrrad kostenfrei mitnehmen (z. B. im Verkehrsverbund Oberelbe, wo dies jedoch nicht für das Deutschlandticket gilt).
Die Verordnung (EG) Nr. 1371/2007 des Europäischen Parlaments und des Rates der Europäischen Union über die Rechte und Pflichten der Fahrgäste im Eisenbahnverkehr gilt auch für Fahrräder. Artikel 17 (Fahrpreisentschädigungen):Artikel 17 dieser Verordnung legt fest, dass die Mindestentschädigung 25 % bei Verspätungen von 60 bis 119 Minuten und 50 % des Preises der Fahrkarte ab einer Verspätung von 120 Minuten beträgt. Fahrradfahrkarten gelten als Fahrkarten.